# Добой-Юг (громада)
Добой-Юг (хорв. і босн. Opština Doboj Jug, серб. Општина Добој Југ) — громада у Боснії і Герцеговині, розташована в Зеніцько-Добойському кантоні Федерації Боснії і Герцеговини. Адміністративним центром є село Матузичі.
| Боснія і Герцеговина | Це незавершена стаття з географії Боснії і Герцеговини. Ви можете допомогти проєкту, виправивши або дописавши її. |